# A-8028
La autovía A-8028 es una autovía urbana de la Red Complementaria Metropolitana Sevilla de la Junta de Andalucía, denominada como Vía Borde de "El Pino", una conexión paralela de la circunvalación  SE-30  en el barrio de El Cerro de Águila con el polígono industrial de La Chaparrilla con la conexión de la  A-92 . Está construida con varias rotondas y esta limitado como tramo urbano de Sevilla.[cita requerida]

## Tramos
| Denominación | Tramo                                                             | Año servicio | km  |
| ------------ | ----------------------------------------------------------------- | ------------ | --- |
| A-8028       | SE-30 El Cerro de Águila- A-92 Polígono Industrial La Chaparrilla | ¿Años 90?    | 4,5 |